# Благодатнівська сільська рада (Широківський район)
Благодатнівська сільська рада — колишній орган місцевого самоврядування у Широківському районі Дніпропетровської області з адміністративним центром у с. Благодатне.
Рішенням від 28 листопада 2002 року Дніпропетровська обласна рада у Широківському районі перенесла центр Запорізької сільради з села Запоріжжя в село Благодатне і перейменувала Запорізьку сільраду на Чапаєвську. Чапаєвська сільрада перейменована на Благодатнівську в 2017 році.

## Населені пункти
Сільській раді були підпорядковані населені пункти:
- с. Благодатне
- с. Весела Дача
- с. Григорівка
- с. Дачне
- с. Запоріжжя
- с. Кошове
- с. Надія
- с. Новоукраїнка
- с. Одрадне
- с. Оленівка
- с. Подидар
- с. Спаське

## Склад ради
Рада складалася з 16 депутатів та голови.